# Pleurophorus edithae
Pleurophorus edithae är en skalbaggsart som beskrevs av S. Endrödi 1973. Pleurophorus edithae ingår i släktet Pleurophorus och familjen Aphodiidae. Inga underarter finns listade i Catalogue of Life.